# پیر پیای
پیر پیای (به انگلیسی: Pir Piai) یک شهرک در پاکستان است که در خیبر پختونخوا واقع شده‌است. پیر پیای ۳ کیلومتر مربع مساحت و ۳۵٬۰۰۰ نفر جمعیت دارد و ۳۰۸ متر بالاتر از سطح دریا واقع شده‌است.